# 森俊則
森俊則（もりとしのり、1960年 - ）は、日本の物理学者。理学博士。素粒子実験を専門とした。研究テーマは「加速器実験による大統一理論の検証と超対称性の探索」。東京大学素粒子物理国際研究センター教授。高エネルギー物理学将来計画検討小委員会委員長。

## 略歴
- 1982年 : 東京工業大学理学部物理学科卒
- 1984年 : 東京工業大学大学院理工学研究科物理学専攻修了（修士）
- 1989年 : ロチェスター大学大学院物理天文学専攻修了[1]（博士）
- 2012年 : ILC戦略会議委員